# Amolops mengyangensis
Amolops mengyangensis és una espècie de granota que viu a la Xina, Laos, Tailàndia, Vietnam i, possiblement també, a Myanmar. Està amenaçada d'extinció per la destrucció de l'hàbitat.